# Alderaan
Alderaan (/ˈɔːldərɑːn,_ʔræn/) é um planeta fictício apresentado na franquia Star Wars. Sua aparência é azul-esverdeada, descrito como um planeta terrestre com habitantes humanoides e caracterizado por uma cultura pacífica. É o planeta natal da Princesa Leia Organa, uma das personagens principais da série de filmes, bem como da ex-soldado de choque rebelde Cara Dune. No filme original de 1977, Alderaan foi destruído pelo superlaser da Estrela da Morte.

## Representação
Os primeiros esboços da história de Star Wars incluem referências a pelo menos dois planetas que mais tarde evoluíram para o conceito de Alderaan. O autor de Star Wars, George Lucas, incluiu um planeta chamado Alderaan nos primeiros tratamentos; em The Star Wars (1973), Alderaan é uma cidade-planeta e o planeta capital da galáxia (prefigurando o planeta Coruscant, que mais tarde apareceu nos filmes). O rascunho do roteiro começa com uma cena em que um planeta “azul-esverdeado sinistro” chamado Aquilae é ameaçado por uma fortaleza espacial armada.
No rascunho de 1975 de Lucas, Adventures of the Starkiller as taken from the Journal of the Whills, Saga I: The Star Wars, o planeta capital de Alderaan é descrito como uma cidade flutuante nas nuvens, “suspensa em um mar de cirros de metano”. Um planeta descrito no rascunho do roteiro de Lucas como estando “sob cerco das Legiões Imperiais de Alderaan” e que mais tarde é destruído é chamado de Ogana Major. Os primeiros esboços encomendados por Lucas ao ilustrador conceitual Ralph McQuarrie mostram um design que se assemelha muito à Cidade das Nuvens, apresentada na sequência posterior, O Império Contra-Ataca. No terceiro rascunho de Lucas, a Cidade Imperial de Alderaan se tornou o mundo natal dos Lords Sith, e Darth Vader mantém a Princesa Leia cativa nesse local. Lucas continuou a aprimorar seu roteiro, auxiliado pelos roteiristas Willard Huyck e Gloria Katz; os nomes dos planetas e dos personagens foram revisados e a narrativa foi melhorada e, no quarto rascunho, as cenas no planeta da capital imperial foram transferidas para uma estação espacial chamada Estrela da Morte e o mundo pacífico destruído pelo Império recebeu o nome de Alderaan.
As representações de Alderaan na tela nos filmes de Star Wars são escassas; o planeta distante é visto momentaneamente em Star Wars (1977) antes de sua destruição, e em A Vingança dos Sith (2005) uma cena curta mostra uma cidade em meio a uma paisagem montanhosa coberta de neve.

### Filme

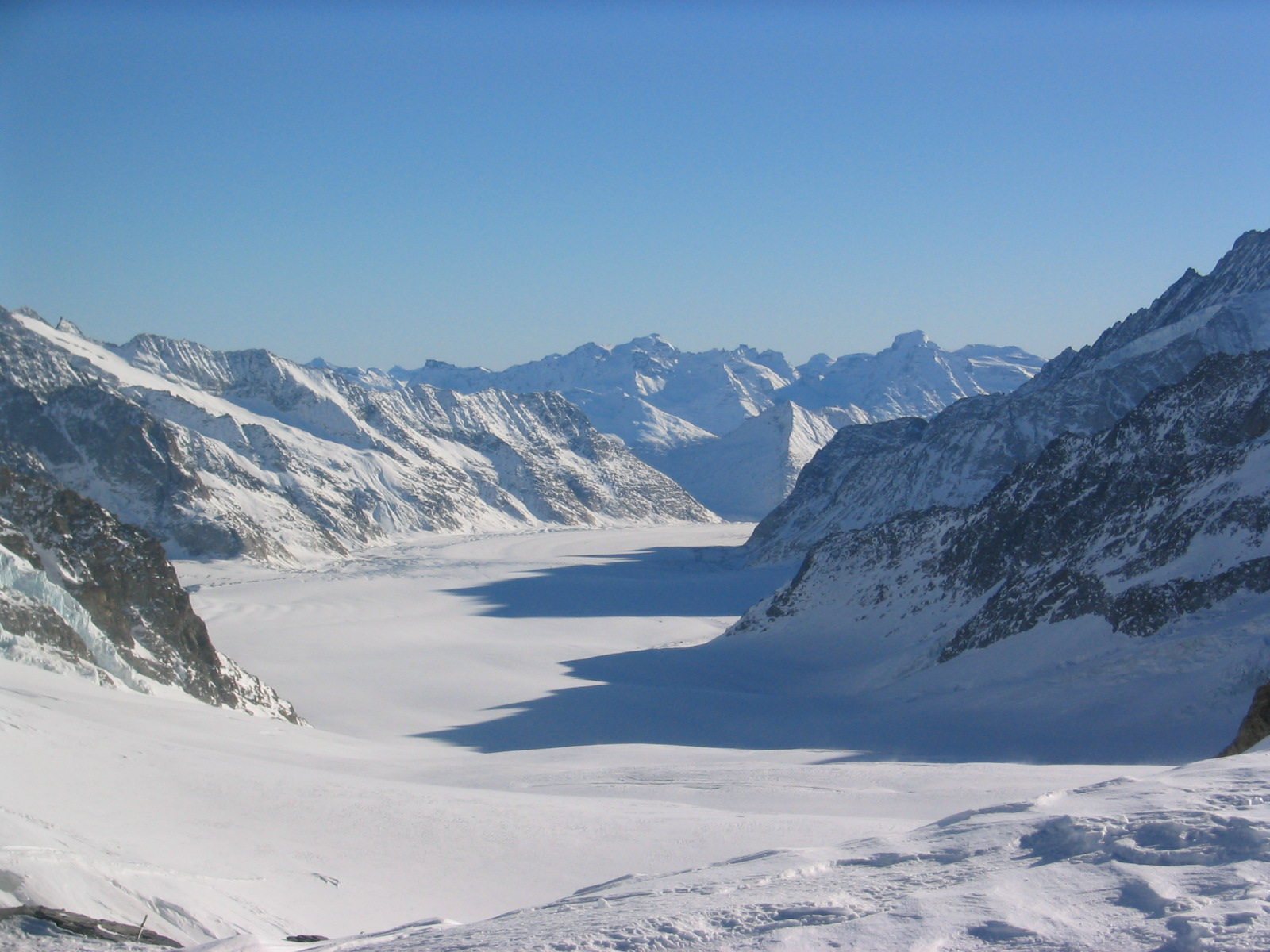
Paisagem montanhosa em Grindelwald, na Suíça, utilizada para representar Alderaan.

Alderaan foi originalmente apresentada no primeiro filme, Star Wars, lançado em 1977. A cena de abertura mostra a captura de uma pequena nave espacial de Alderaan, a Tantive IV, pelo Império Galáctico, e apresenta a personagem da Princesa Leia Organa, uma princesa da Casa Real de Alderaan, interpretada por Carrie Fisher.
Alderaan aparece em uma cena posterior do filme, mas só é mostrada na tela em uma visão distante do espaço enquanto a gigantesca estação espacial do Império, a Estrela da Morte, entra em órbita ao redor do planeta. O comandante da estação de batalha, o Grand Moff Tarkin (Peter Cushing), ordena que a super arma da Estrela da Morte seja disparada contra o planeta como um teste do superlaser em potência máxima e como uma mensagem para o resto da galáxia de que o preço de qualquer tipo de resistência seria o extermínio. Alderaan explode instantaneamente em uma bola de fogo. Mais tarde, é mostrado que o planeta despedaçado foi reduzido a uma nuvem de asteroides quando a nave espacial Millennium Falcon tenta visitar o planeta.
A destruição de Alderaan fez com que ele não fosse retratado nos filmes subsequentes de Star Wars até a produção da série de filmes da prequela. O planeta fez sua primeira aparição na tela desde 1977 no Episódio III – A Vingança dos Sith (2005), aparecendo brevemente no final do filme. O pai adotivo da Princesa Leia, Bail Organa (Jimmy Smits), é visto pilotando uma nave espacial até a superfície do planeta, que é mostrada como uma região montanhosa e alpina coberta de neve. Ao pousar sua nave em uma cidadela entre as montanhas, ele leva a recém-nascida Leia para o palácio real e a apresenta à sua esposa, a Rainha Breha. O cenário para essas cenas foi criado pela composição de imagens da paisagem de Grindelwald, na Suíça, com imagens em CGI da cidade.
O planeta não aparece no filme Rogue One, de 2016, mas o personagem Bail Organa faz uma aparição, afirmando que retornará a Alderaan para esperar sua filha, Leia, para trazer o Mestre Jedi Obi-Wan Kenobi. Isso precede a narrativa do filme de 1977, Uma Nova Esperança. Ele morre quando a Estrela da Morte destrói o planeta.

### Televisão
Em um episódio da série animada de televisão Star Wars: The Clone Wars intitulado “Assassin” (Assassino), Ahsoka Tano tem premonições da morte de Padmé em Alderaan.
A mercenária Carasynthia "Cara" Dune, em The Mandalorian, é uma ex-soldado de choque da República de Alderaan, de acordo com Moff Gideon, o que ela confirma posteriormente.
O planeta apareceu no primeiro e no sexto episódios da série de streaming Obi-Wan Kenobi, em cenas que retratam a residência dos Organa e seus arredores.

### Histórias em quadrinhos
A série de quadrinhos Star Wars: Princess Leia (2015) trata da Princesa Leia e Evaan Verlaine (uma piloto rebelde também nativa de Alderaan), resgatando sobreviventes da destruição de Alderaan. Também apresenta um breve flashback da infância de Leia no planeta e seu relacionamento com seu pai adotivo, o senador Bail Organa.
Em Star Wars #33 (2017), Leia diz a Luke que, às vezes, ela consegue ver Alderaan entre as estrelas, pois, de certas perspectivas na galáxia, sua luz não deixou de ser emitida.
"Nós somos Alderaan. Respondemos à raiva com sabedoria. Respondemos ao medo com imaginação. Respondemos à raiva com esperança. Se uma vida com uma única gota de sangue alderaaniano sobreviver, Alderaan sobreviverá. Se uma vida com paixão pela criatividade alderaaniana sobreviver, Alderaan sobreviverá. E cada um de nós é importante. Aconteça o que acontecer, eu me curvo a todos vocês - e ao nosso futuro."

### Livros
"Nós somos Alderaan. Respondemos à raiva com sabedoria. Respondemos ao medo com imaginação. Respondemos à raiva com esperança. Se uma vida com uma única gota de sangue alderaaniano sobreviver, Alderaan sobreviverá. Se uma vida com paixão pela criatividade alderaaniana sobreviver, Alderaan sobreviverá. E cada um de nós é importante. Aconteça o que acontecer, eu me curvo a todos vocês - e ao nosso futuro." - Leia Organa
De acordo com o livro Skywalker: A Family at War, de Kristin Baver, como filho da Princesa Leia, Ben Solo teria herdado o título de “Príncipe de Alderaan” se o planeta e a Casa Real de Organa não tivessem sido destruídos por seu avô, Darth Vader, e pelo Império Galáctico antes de seu nascimento. Após o nascimento de Ben Solo, ele foi considerado um membro das Casas Anciãs da galáxia e teve direito, por sucessão hereditária, a títulos cerimoniais, incluindo o de “Governador Supremo de Birren”, um pequeno planeta colonizado por exploradores alderaanianos na Orla Interna da galáxia.
De acordo com o romance de 2016 Star Wars: Bloodline, de Claudia Gray, bem como o romance de 2017 de Chuck Wendig, Star Wars: Aftermath: Empire's End, devido à destruição de Alderaan, a Princesa Leia deu à luz Ben em Chandrila, o planeta natal de Mon Mothma, bem como a capital temporária da Nova República. Ben nasceu em 5 ABY, um ano e quatro dias após a Batalha de Endor no filme Star Wars: Episódio VI – O Retorno do Jedi (1983).
De acordo com o romance de 2018 Last Shot: A Han and Lando Novel, de Daniel José Older, que apresenta um jovem Ben Solo, o garoto nunca foi formalmente criado ou investido como um “Príncipe de Alderaan”, apesar de sua mãe liderar a diáspora alderaaniana. Dos 2 bilhões de habitantes de Alderaan - com as populações atuais da China e da Índia tendo cerca de 2,8 bilhões de pessoas juntas - cerca de 60.000.000 de pessoas foram criadas. 8 bilhões de pessoas juntas - cerca de 60.000 sobreviveram à destruição do planeta por estarem fora de seu sistema estelar na época. Uma das sobreviventes, Cara Dune, serviu como marechal da Nova República, presumivelmente sob o comando da Princesa Leia, mãe de Ben Solo, por volta de 9 ABY. Dune é interpretada por Gina Carano em The Mandalorian.

### Legends
Alderaan é mencionada com frequência e também serve como local em várias obras do Universo expandido de Star Wars, a coleção de livros, histórias em quadrinhos e outros materiais considerados fora do cânone oficial, agora denominada Star Wars Legends. Em várias histórias, Alderaan é apresentada como o lar dos personagens Tycho Celchu e Ulic Qel-Droma, que lutaram na Grande Guerra Sith em 4000 BBY.

#### Drama de rádio
A adaptação radiofônica Star Wars feita pela NPR/BBC em 1981 apresenta cenas ambientadas em Alderaan, nas quais a Princesa Leia discute sua missão de adquirir os planos da Estrela da Morte de agentes da Aliança Rebelde com seu pai, Bail Organa (Prestor Organa). Em uma cena posterior, ela é confrontada pelo comandante imperial Lord Tion e acusada de traição. Fica estabelecido que Alderaan tem uma política rígida contra armas.

#### Romances
No romance de Michael A. Stackpole de 1998, I, Jedi, Alderaan aparece como o santuário dos Caamasi quando seu mundo natal, Caamas, é devastado pelo Império Galáctico.
Alderaan aparece em um jogo de RPG de 1991, Graveyard of Alderaan (parte de Star Wars: The Roleplaying Game). Ele descreve como, após as Guerras Clônicas, a enorme máquina de guerra de Alderaan foi desmontada e as armas foram colocadas a bordo de uma nave de guerra chamada Another Chance. A nave foi programada para saltar continuamente pelo hiperespaço até ser chamada pelo Conselho Alderaniano. Bill Slavicsek, que escreveu o livro de origem do jogo, mais tarde o utilizou em sua edição de A Guide to the Star Wars Universe (Um guia para o universo de Star Wars).

#### Histórias em quadrinhos
Na história em quadrinhos Dark Empire (1991-1992) da Dark Horse Comics, New Alderaan é um planeta colônia da Aliança Rebelde povoado por Alderaanianos que estavam fora do mundo quando Alderaan foi destruída. A filha de Mon Mothma vive lá.

## Descrição

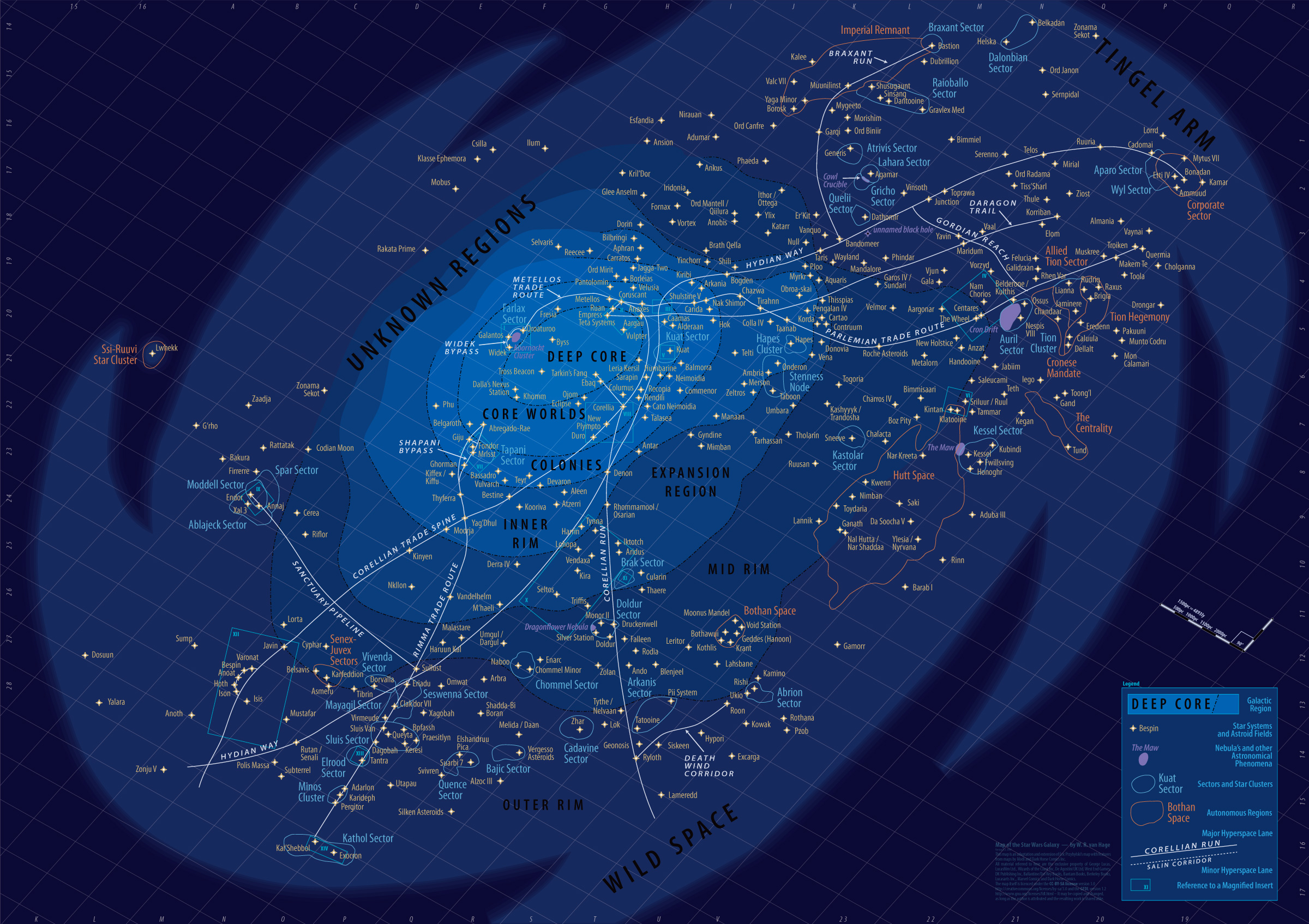
Alderaan (Core Worlds, M12) ilustrado em um mapa da galáxia fictícia de Star Wars

Na novelização do filme original de Alan Dean Foster, de 1976, Alderaan é descrito como uma “pequena joia verde de um mundo”. O planeta aparece mais substancialmente nos guias de referência de Star Wars para locais fictícios. De acordo com The Illustrated Star Wars Universe (1995), de Kevin J. Anderson, e Star Wars: The Essential Guide to Planets and Moons (1998), de Wallace, Kolins e McKinney, Alderaan é coberto por pradarias selvagens, planícies, florestas e cadeias de montanhas. O planeta não tem oceano, mas tem um mar polar semicongelado e milhares de lagos e rios. É rico em biodiversidade, povoado por uma grande variedade de flora e fauna, como o nerf e o thranta.
A vida humana no planeta é evidenciada por várias cidades, construídas para se harmonizarem com o ambiente natural, como paredes de cânions, palafitas ao longo da costa ou sob o gelo polar. A capital, Aldera, foi construída em uma pequena ilha no centro de uma caldeira. O povo alderaaniano valoriza muito as artes e a educação, e dá grande importância à sua participação no Senado Galáctico (posteriormente Imperial) e à promoção da paz por meio da desmilitarização.  A sociedade amplamente democrática é formada como uma monarquia constitucional hereditária, governada pelo Rei ou Rainha de Alderaan da Casa Real das Antilhas e, mais tarde, devido ao casamento, da Casa de Organa. O governo planetário é o Alto Conselho de Alderaan, presidido por um Primeiro Presidente e um Vice-Rei.

## Análise cultural
A destruição de Alderaan é considerada por alguns como uma representação artística do perigo das bombas nucleares durante a Guerra Fria e alguns afirmam que ela é usada como um exemplo da cultura pop de ações políticas e militares inadequadas que levam a efeitos negativos.